# Bauladu
Bauladu (sardisk: Baulàu) er en by og en kommune (comune) i provinsen Oristano i regionen Sardinien i Italien. Byen ligger i 38 meters højde og har 689 indbyggere (2016). Kommunen har et areal på 24,22 km² og grænser til kommunerne Bonarcado, Milis, Paulilatino, Solarussa og Tramatza.